# De dag (Hildo Krop)
De dag is een artistiek kunstwerk in Amsterdam-West.
Het beeld stamt uit de jaren 1933 tot 1937 uit het oeuvre van Hildo Krop. Hij maakte De dag voor de oogheelkundige kliniek van het Wilhelmina Gasthuis. Dat gebouw staat aan de zuidkant van het WG-Plein. Krop beeldde een in een veld geknielde vrouw af met een vogel in haar hand. Naast haar schijnt de zon volop.
Het totaal staat als een soort hoeksteen op een muurtje aan de oostzijde van het gebouw, aan de westzijde staat De nacht.